# São João do Polêsine
São João do Polêsine es un municipio brasileño del estado de Rio Grande do Sul.
Se encuentra ubicado a una latitud de 29º36'50" Sur y una longitud de 53º26'44" Oeste, estando a una altitud de 37 metros sobre el nivel del mar. Su población estimada para el año 2004 era de 2.891 habitantes.
Ocupa una superficie de 861,32 km².

## Paleontología
Esta ciudad pertenece a geoparque de Paleorrota.